# Вольно-Никольское
Во́льно-Нико́льское — село в Атюрьевском районе Мордовии. Входит в Курташкинское сельское поселение

## Название
Название культового происхождения: в связи с возведением церкви во имя Святого Николая Угодника д. Липяги переименована в с. Никольское. Определение «вольное» указывает, что населённый пункт не был владельческим.

## География
Расположено на речках Куликовка и Селезнёвка, в 18 км от районного центра и 50 км от железнодорожной станции Торбеево.

## История
Возникло в конце 17 в.
В «Списке населённых мест Пензенской губернии» (1869) Никольское (Липяги) — село казённое из 103 дворов Краснослободского уезда.
По переписи 1913 г., в селе было 259 дворов (1571 чел.); школа, церковь, винокуренный и кирпичный заводы, хлебозапасный магазин, пожарная машина, 6 ветряных мельниц, 4 маслобойки и просодранки, 2 кузницы, 2 лавки, 3 кирпичных сарая.
В 1931 году в селе насчитывалось 361 хозяйство (1680 чел.).
В 1951 году был образован колхоз им. Ленина, который занимался производством мяса, молока, шерсти, зерна, картофеля. С 1992 г. — СХПК им. Ленина.
До 26 мая 2014 года было центром Вольно-Никольского сельского поселения.
26 мая 2014 года принято решение объединить Вольно-Никольское сельское поселение и Курташкинское сельское поселение во вновь образованное муниципальное образование — Курташкинское сельское поселение Атюрьевского муниципального района с административным центром в селе Курташки.

## Население
| 1913 | 1931  | 2001 | 2002 | 2010 |
| ---- | ----- | ---- | ---- | ---- |
| 1571 | ↗1680 | ↘241 | ↘232 | ↘182 |

Национальный состав
Согласно результатам Всероссийской переписи населения 2002 года, в национальной структуре населения русские составляли 60 %, мордва — 30 %.

## Инфраструктура
Школа, Дом культуры, библиотека, медпункт, столовая, отделение связи, магазин.

## Источник
- Энциклопедия Мордовия, Т. Н. Охотина.